# Rinorea thomensis
Rinorea thomensis är en violväxtart som beskrevs av Arthur Wallis Exell. Rinorea thomensis ingår i släktet Rinorea och familjen violväxter. Inga underarter finns listade i Catalogue of Life.